# 수춘군
수춘군 이현(壽春君 李玹, 1431년 8월 29일(음력 7월 13일) ~ 1455년 6월 28일(음력 6월 5일))은 조선의 왕자이다. 세종의 13남이자 서6남이며 어머니는 혜빈 양씨이다.

## 생애
세종의 서13남(庶13男)으로 생모는 본관이 청주(淸州)인 혜빈 양씨이다. 1431년 8월 20일(음력 7월 13일)에 태어났다. 정부인으로는 영천군부인 영일 정씨(榮川郡夫人 迎日鄭氏)가 있다. 자녀로는 정부인 정씨가 낳은 장남(양자) 수안군 당(遂安君 ?)이 있고 장녀 이씨가 있다. 1443년 세종이 소헌왕후와 더불어 충청도 온양군 온천에 거둥하게 되었을 때 세종은 광평대군 이여(李璵)와 수춘군 이현에게 궁을 지키게 하였다.
1437년(세종 19) 12월 8일 수춘군(壽春君)으로 봉해졌으며 1455년(단종 3) 6월 19일(음력 6월 5일) 사망하였다. 시호는 안도(安悼)이다.

## 묘소
능원은 경기도 고양시 덕양구 원당동 왕릉골에 있다.

## 가족 관계
- 부 : 4대 세종(世宗, 1397 ~ 1450)
- 모 : 혜빈 양씨(惠嬪 楊氏, ? ~ 1455)
  - 형 : 한남군 이어(漢南君 李?, 1429 ~ 1459)
  - 남동생 : 영풍군 이전(永豊君 李瑔, 1434 ~ ?)
  - 정부인 : 영천군부인 연일 정씨(榮川郡夫人 迎日鄭氏) - 부윤(府尹) 증찬성(贈贊成) 정자제(鄭自濟)의 딸
    - 장녀 : 전주 이씨
    - 사위 : 청송 심씨 심인(沈麟)의 아들 고성군수 · 증 좌찬성 청안군 심순로(靑安君 沈順路)[2]
      - 손자 : 심간(沈幹, 1474 ~ ?)
      - 손녀 : 곤명군(昆明君) 이영(李濚)[3]의 처
      - 손녀 : 연안 김씨 참봉(參奉) 김몽필(金夢弼)의 처
      - 손녀 : 금릉군부인 청송 심씨(金陵郡夫人 靑松 沈氏, ? ~ 1524) - 성종의 14남 영산군(寧山君)의 정부인

    - 양자 : 수안군 이당(遂安君 李𧭢) - 세종의 서자이자 이복 형인 밀성군의 3남